# Газета (фильм)
«Газета» (англ. The Paper) — американский кинофильм 1994 года. Фильм описывает 24 часа из жизни редактора нью-йоркской газеты.

## Сюжет
Редактор вымышленной нью-йоркской газеты «Нью-Йорк Сан» Генри Хэкет живёт только своей работой. Его супруге Марте надоело, что внимание мужа полностью привязано к газете, а о семье он почти не вспоминает. Кроме того, она ревнует Генри к главному редактору издания Алисии Кларк. Марта готова к отчаянным поступкам.
Тем временем в руки Алисии Кларк попадает сенсационный материал для первой полосы. Прежде чем статья, обвиняющая в злодеянии двух невиновных молодых людей, окажется в номере, Хэкет должен всё перепроверить, и в его распоряжении всего несколько часов. Финансовое положение газеты незавидное, и горячая статья очень бы поправила её статус. К тому же одного из репортёров газеты начинает преследовать чиновник городской администрации, про которого опубликовали обличительную статью. Хэкет пытается утихомирить смутьяна и попадает в перестрелку.

## В ролях
| Актёр              | Роль            |
| ------------------ | --------------- |
| Майкл Китон        | Генри Хэкет     |
| Роберт Дюваль      | Берни Уайт      |
| Гленн Клоуз        | Алисия Кларк    |
| Мариса Томей       | Марта Хэкет     |
| Рэнди Куэйд        | Майкл Макдугал  |
| Джейсон Робардс    | Грэм Кейли      |
| Джейсон Александер | Марион Сандуски |
| Сполдинг Грэй      | Пол Бладден     |
| Кэтрин О’Хара      | Сьюзан          |
| Линн Тигпен        | Жанет           |

## Критика
Сергей Кудрявцев в своей книге «3500 кинорецензий» пишет о фильме:

«Вот и сама лента „Газета“ кажется очень традиционной, порой лишённой даже той полезной сенсационности, которая присуща таким известным кинопроизведениям, как „Вся президентская рать“ и „Телесеть“. Но по всей видимости, публика в США ещё не потеряла интерес к детализированным историям существования замкнутых человеческих сообществ в редакциях, больницах, аэропортах, отелях, станциях техобслуживания и т. п. (этот бытописательский жанр стал популярен в немалой степени благодаря Артуру Хейли). И несколько скучноватая картина Хауарда, отчасти изменившего жанровому — комедийному или приключенческому — кино, имела определённый успех в прокате США, к чему, вероятно, оказалось причастным и созвездие занятых актёров».